# Георг Алберт фон Мансфелд
Георг Алберт фон Мансфелд (на немски: Georg Albert von Mansfeld-Vorderort; * 4 май 1642; † 1696/1697) е граф на Мансфелд-Фордерорт.

## Произход и наследство
Той е единственият син на граф Филип фон Мансфелд (1589 – 1657) и първата му съпруга графиня Мария фон Мансфелд-Хинтерорт (1567 – 1625/1635), вдовица на ландграф Лудвиг IV фон Хесен-Марбург (1537 – 1604), дъщеря на граф Йохан фон Мансфелд-Хинтерорт († 1567) и втората му съпруга принцеса Маргарета фон Брауншвайг-Люнебург-Целе († 1596).
Георг Алберт наследява през 1657 г. титлата на баща си и живее в дворец Мансфелд. Умира бездетен.

## Фамилия
Георг Алберт се жени през август 1696 г. за Барбара Магдалена фон Мансфелд-Хинтерорт (* 1 януари 1618; † 25 декември 1696), дъщеря на Давид фон Мансфелд-Хинтерорт (1573 – 1628) и втората му съпруга Юлиана Мария Ройс фон Гера (1598 – 1650). Бракът е бездетен. Съпругата му е вдовица на Йохан Георг II фон Мансфелд-Айзлебен (1593 – 1647), Антон фон Вертерн и на Георг Андреас Шваб фон Лихтенберг.